# NGC 2760
NGC 2760 é uma galáxia  na direção da constelação de Camelopardalis. O objeto foi descoberto pelo astrônomo Lewis Swift em 1887, usando um telescópio refrator com abertura de 16 polegadas. 